# Ophiocomina nigra
Ophiocomina nigra is een slangster uit de familie Ophiocomidae. De wetenschappelijke naam van de soort werd in 1789 publiceerd door Peter Christian Abildgaard in deel 3 van Zoologia danica, een werk van Otto Friedrich Müller dat na diens dood door Abildgaard werd voltooid.

## Beschrijving
O. nigra is een grote slangster met vijf smalle armen tot 125 mm lang en een vrij duidelijke centrale schijf die tot 25 mm breed is. De algemene kleur is zwart of verschillende tinten bruin, maar af en toe komen lichtgekleurde exemplaren voor. Het bovenoppervlak van de schijf is bedekt met fijne korrels die de platen verduisteren die het oppervlak bedekken. Aan de onderzijde zijn de korrels beperkt tot het buitenste gedeelte en zijn de platen zichtbaar naar de centrale monding. Dit wordt omgeven door het voedingsapparaat (dat bekend staat als de lantaarn van Aristoteles) met vijf getande kaken met elk ovale kaakplaten. Er is een kamachtige opstelling van stekels aan weerszijden van de armen, waardoor ze een borstelig uiterlijk krijgen. Aan de bovenzijde wordt elk armsegment bedekt door een brede plaat met 5 tot 7 stekels. Aan de onderzijde zitten buisvoetjes maar deze hebben geen zuignapjes.
De soort vangt zijn voedsel door een slijm uit te scheiden dat zich vormt tot draden. Deze draden dienen als hengels, waarmee plankton en andere organismen worden gevangen.

## Verspreiding en leefgebied
O. nigra komt voor in de oostelijke Atlantische Oceaan van het zuiden van Noorwegen tot de Azoren, en ook in de Noordzee en de Middellandse Zee. Hij wordt gevonden op rotsen, keien en grind in de neritische zone tot op ongeveer honderd meter diepte, maar wordt af en toe ook op grotere diepte gevonden. Deze soort verdraagt een laag zoutgehalte.

## Ecologie
O. nigra wordt vaak gevonden in samenwerking met een andere slangster, de brokkelster (O. fragilis). Talloze individuen van deze twee soorten vormen soms dichte gemeenschappen met honderden slangsterren per vierkante meter. Deze beddingen kunnen zich enkele honderden vierkante meters uitstrekken over zand- en kiezelsediment op de zeebodem en miljoenen slangsterren bevatten. Dit kunnen zowel O. nigra als O. fragilis zijn, of een gemengde gemeenschap van beide. De uitgestrekte sociale agglomeraties kunnen voordelig zijn om de slangsterren in staat te stellen voedsel te filteren in snel bewegende stromingen die ze anders zouden wegvagen. Vaak bestaat het bed uit volwassenen en pas gesetteld jonge dieren, met individuen van gemiddelde grootte die elders wonen.
Andere stekelhuidigen die waarschijnlijk in dezelfde buurt zijn (en genieten van het feest) zijn de roofzuchtige zeester, Asterias rubens, Luidia ciliaris en Crossaster papposus en de zee-egels Echinus esculentus en Psammechinus miliaris. Ook aanwezig zijn waarschijnlijk de krabben Cancer pagurus, Necora puber en Liocarcinus spp., en de heremietkreeft Pagurus bernhardus. Op rotspartijen tussen de ziedende massa slangsterren worden vaak het zachte koraal dodemansduim (Alcyonium digitatum), de kranspoliep (Nemertesia antennina) en de zeeanemoon zeeanjelier (Metridium senile) gevonden. Een andere zeeanemoon, de zeedahlia (Urticina felina), is mogelijk half begraven in het sediment en omgeven door een gebied dat vrij is van slangsterren.